# John Houseman (beisbolista)
John Franklin Houseman (Países Bajos, 10 de enero de 1870 - Chicago, Estados Unidos, 4 de noviembre de 1922) fue un beisbolista profesional que jugó en la Major League Baseball.
Houseman jugaba de infielder y fue el primer neerlandés que jugó en la Major League, debutando con los Chicago Colts en 1894.

## Trayectoria
- Chicago Colts - 1894
- St. Louis Browns - 1895